# The Pine Bluff Variant
«The Pine Bluff Variant» es el decimoctavo episodio de la quinta temporada de la serie de televisión estadounidense de ciencia ficción The X-Files. Fue escrito por John Shiban y dirigido por Rob Bowman. El episodio se emitió en Estados Unidos el 3 de mayo de 1998 en la cadena Fox. El episodio es una historia del «monstruo de la semana», una trama independiente que no está relacionada con la mitología más amplia o la historia ficticia de la serie. «The Pine Bluff Variant» recibió una calificación doméstica Nielsen de 11,4 y fue visto por 18,24 millones de espectadores en su emisión inicial. Recibió críticas muy positivas de críticos de televisión y fanáticos en Internet.
El programa se centra en agentes especiales del FBI Fox Mulder (David Duchovny) y Dana Scully (Gillian Anderson) que trabajan en casos vinculados a lo paranormal, llamados expedientes X. En este episodio, Scully comienza a sospechar de Mulder cuando cree que puede estar ayudando a una organización terrorista. Scully comienza a preguntarse si ahora es un traidor al FBI. Finalmente se revela que Mulder está trabajando como un topo en el grupo, y está tratando de detenerlos antes de que puedan usar un arma biológica (que puede haber sido creada por miembros del gobierno de EE. UU.) que causa una rápida degeneración de la carne humana.
«The Pine Bluff Variant» se basó en la idea de que Mulder actuara encubierto, un tema en el que Shiban había querido trabajar durante la mayor parte de la quinta temporada. Shiban argumentó que el concepto funcionó para la serie porque el tema de Mulder cuestionando sus creencias fue un elemento importante de la quinta temporada. El episodio fue influenciado indirectamente por la novela de 1963 El espía que surgió del frío, escrita por John le Carré. El título también es una referencia al Arsenal de Pine Bluff, una base militar real de los Estados Unidos con arsenales de armas químicas.

## Argumento
Fox Mulder (David Duchovny), Dana Scully (Gillian Anderson), Walter Skinner (Mitch Pileggi) y varios otros agentes del FBI se esconden en un parque de Washington para atrapar a Jacob Haley (Daniel von Bargen), el segundo al mando de una milicia antigubernamental llamada Nuevos Espartanos. Mientras Mulder y los otros agentes acorralan lentamente y en secreto a Haley, Haley le entrega un sobre a otro hombre (Armin Moattar) antes de salir corriendo. Mulder lo persigue, pero Haley de alguna manera evade la captura. Luego, los agentes descubren que la carne del hombre al que le entregaron el sobre ha sido carcomida por una toxina desconocida.
Scully está frustrada porque Haley escapó y le pregunta a Mulder cómo sucedió, pero él esquiva sus preguntas. Más tarde, en una fuerza de tareas antiterrorista liderada por Skinner y el fiscal federal Leamus (Sam Anderson), Skinner explica que August Bremer (Michael MacRae), el líder de los Nuevos Espartanos, está involucrado en una lucha de poder interna con Haley. En esta reunión, Scully también revela que el hombre asesinado en el parque estuvo expuesto a algún tipo de agente biológico. Más tarde, Scully sigue a Mulder y lo ve reuniéndose con Haley. Cuando intenta perseguirlos, es rodeada por agentes del gobierno y llevada ante Skinner y Leamus, quienes le informan que Mulder se está infiltrando en el grupo como un agente encubierto.
Mulder es llevado al escondite apartado de los New Spartans, donde Haley lo acusa de ser un topo del gobierno. Mulder es torturado hasta que afirma que el grupo ha sido infiltrado por un espía diferente. En otra parte, Bremer ingresa a una sala de cine en Middlefield, Ohio, y expone a sus clientes al agente biológico, matando a todos los que están dentro. Al investigar la escena, Scully se confunde en cuanto a cómo se propagó el contagio, ya que no se transmite por el aire. Más tarde, Scully se encuentra con Mulder en su apartamento, donde, sin que ellos lo sepan, Bremer graba su conversación sobre la misión en curso.
Mulder informa al grupo de trabajo del FBI que los Nuevos Espartanos están planeando robar un banco. Mientras tanto, Scully descubre que el arma biológica fue diseñada por el gobierno de Estados Unidos y se transmite mediante el tacto. Concluye que Haley quiere irrumpir en el banco, no para robar dinero, sino para contaminarlo, repartiéndolo así entre millones de personas en todo el país. También concluye que todo el plan era una trampa destinada a matar a Mulder. Después del falso robo Bremer acusa a Mulder de ser el topo; Haley, sin embargo, responde que Bremer es el verdadero topo. Para ampliar su argumento, Bremer reproduce la cinta de Mulder y Scully que había grabado anteriormente. Con el poder ahora consolidado, Bremer le da a Haley la oportunidad de dejar pacíficamente el grupo entregándole un juego de llaves del auto. Haley acepta estos términos y toma la llave. Bremer, junto con un hombre musculoso del grupo, lleva a Mulder a una zona desolada, donde se da a entender que lo matarán. Sin embargo, Bremer mata al musculoso y deja ir a Mulder, diciéndole que hay un auto esperándolo en la cresta.
Mulder llega al banco y descubre que Scully logró ponerlo en cuarentena y quitarle el dinero contaminado. También confrontan a Leamus, sugiriendo que todo este caso fue una prueba encubierta de armas biológicas del gobierno. Leamus responde que es parte de su trabajo proteger al público de la verdad. En la escena final, se revela que Haley fue asesinada por las llaves del auto contaminadas.

## Producción

### Escritura

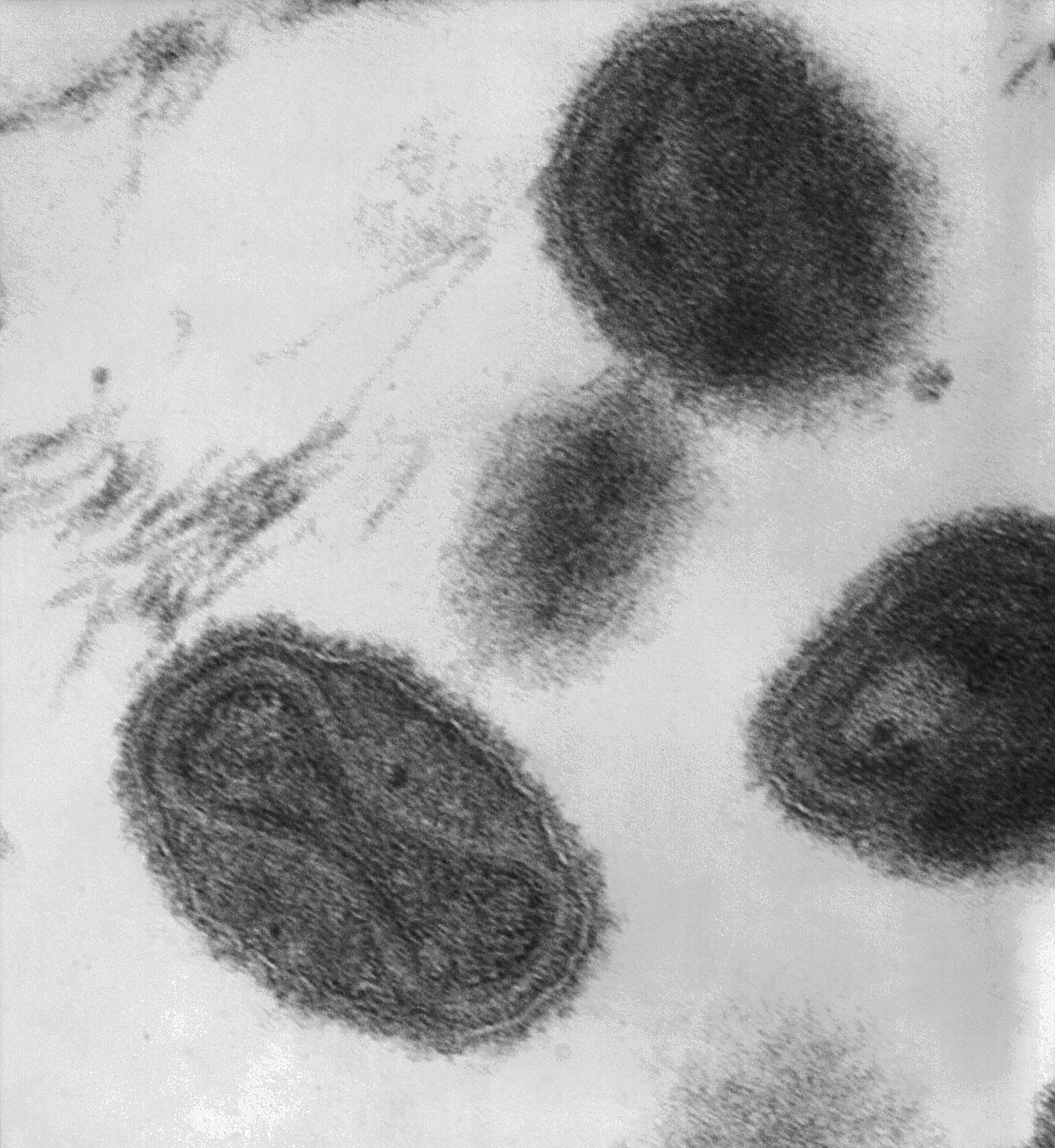
El episodio se basa en la idea de las armas biológicas (en la foto se muestra el virus de la viruela).

«The Pine Bluff Variant» fue escrito por John Shiban basándose en una idea de que Mulder iba encubierto y que había tenido durante gran parte de la quinta temporada. Esta historia le atrajo y más tarde dijo: «Siempre me pareció bien: poner a Mulder en una situación [en la que] no conocemos su lealtad». Shiban argumentó que el concepto también funcionó porque el tema de Mulder cuestionando sus creencias fue un elemento importante de la quinta temporada. Shiban preguntó varias veces a Frank Spotnitz sobre la idea hasta que se presentó «el momento adecuado y la forma correcta».
Según Shiban, la película de acción Heat fue una inspiración para la trama, al igual que la novela de 1963 El espía que surgió del frío, escrita por John le Carré. Como la Guerra Fría había terminado casi una década antes, Shiban decidió introducir un nuevo «hombre del saco»: en este caso, el terrorismo interno. El personal de redacción también aprovechó los entonces recientes temores sobre el uso de armas biológicas por parte de Saddam Hussein para elaborar la premisa básica del guion. El título hace referencia al Arsenal de Pine Bluff, una instalación del ejército estadounidense ubicada en el condado de Jefferson, Arkansas, justo al noroeste de la ciudad de Pine Bluff que almacenaba armas químicas.

### Rodaje
Daniel von Bargen y Michael MacRae fueron elegidos como Jacob Haley y August Bremer, respectivamente. Von Bargen fue elegido debido a su experiencia en varias películas, mientras que MacRae había sido elegido previamente para el episodio de la primera temporada «The Jersey Devil». La hija del primer asistente de dirección Tom Braidwood, Kate Braidwood, interpretó a la acomodadora. La madre y el niño que están en el banco durante la escena del atraco fueron interpretados por la esposa y la hija de Todd Pittson.
Las escenas del cine se filmaron en el Teatro Dunbar en Vancouver, Columbia Británica. La ubicación presentaba las «características arquitectónicas y de diseño de un cine de un pueblo pequeño situado en un barrio apropiado». La película que se proyecta es Die Hard with a Vengeance (1995), cuya trama de una misión terrorista que involucra a bancos estadounidenses se refleja ampliamente en la trama de este episodio. Los cadáveres falsos fueron creados por el maquillador Toby Lindala; Sin embargo, cuando los llevó al set no había espacio para guardarlos, por lo que los guardó temporalmente en la sala de servicios de manualidades. Un depósito de dinero del Banco de Canadá reemplazó al banco de Pensilvania robado en el episodio. El personal de producción reunió más de 15.000  billetes de dólares de diversas denominaciones, cuyo valor rondaba los 40.000 dólares, para utilizarlos durante las escenas bancarias. La producción se detuvo inicialmente porque solo había un guardia policial de servicio. Temiendo que pudiera ocurrir un robo a mano armada real, se trajeron refuerzos, lo que permitió que continuara la filmación.
Se supone que la escena del teaser está ambientada en Folger Park, ubicado en Washington D. C. En realidad, se filmó en Vancouver, como el resto del episodio, y el edificio del Capitolio en el fondo fue editado en segundo plano utilizando tecnología CGI. La escena en la que la biotoxina derrite la cara de un hombre en la apertura también fue creada con computadoras.

## Recepción

### Audiencia
«The Pine Bluff Variant» se estrenó en la cadena Fox en los Estados Unidos el 3 de mayo de 1998. Obtuvo una calificación doméstica Nielsen de 11,4. lo que significa que aproximadamente el 11,4 por ciento de todos los hogares equipados con televisión estaban sintonizados en el episodio. Fue visto por 18,24 millones de espectadores.

### Reseñas
«The Pine Bluff Variant» recibió críticas muy positivas de los críticos. Andy Meisler, en su libro de 1999 Resist or Serve: The Official Guide to The X-Files, Vol. 4, señaló que el episodio fue particularmente bien recibido por los fanáticos en Internet, debido a su presunción realista. Zack Handlen de The A.V. Club escribió positivamente sobre la entrada y le otorgó una «A». Lo llamó «un episodio excelente» que es «notable por su tensión» y el hecho de que «aparentemente cuenta una historia que tiene poco que ver con los expedientes X o la búsqueda de la verdad por parte de Mulder y Scully, hasta hasta el giro final». Además, Handlen calificó el guion de Shiban como «con diferencia el mejor» y señaló que los cadáveres derretidos en el episodio proporcionaron «una imagen sorprendente y profundamente espeluznante». Robert Shearman y Lars Pearson, en su libro Wanting to Believe: A Critical Guide to The X-Files, Millennium & The Lone Gunmen, calificaron el episodio con cuatro estrellas de cinco. Los dos calificaron la entrada como «más inteligente que la mayoría» de los episodios de la última temporada que presentan a Mulder o Scully sufriendo un brote psicótico, debido a su sensibilidad de "«thriller sencillo». Jonathan Dunn, escribiendo para What Culture, destacó a «The Pine Bluff Variant» por su valor cinematográfico y lo incluyó en su lista de «5 episodios [de The X-Files] que podrían convertirse en películas» list.
Otras críticas fueron más mixtas. Paula Vitaris de Cinefantastique le dio al episodio una crítica moderadamente positiva y le otorgó dos estrellas y media sobre cuatro. Vitaris calificó el episodio como «una hora absorbente de entretenimiento». Sin embargo, identificó la pista falsa en la que Scully sospecha que Mulder es la parte más débil de la historia, señalando que Mulder «[nunca] se uniría a los terroristas».